# Dubaji metró
A dubaji metró (arabul: مترو دبي, Metró Dubaj) egy teljesen automatizált, vezető nélküli, építés alatt álló metróhálózat Dubajban, az Egyesült Arab Emírségekben. A vörös és zöld vonal már elkészült (a vörös vonalat 2009. szeptember 9-én nyitották meg részlegesen), további három vonal (lila, kék, sárga) pedig tervezés, ill. előkészítés alatt áll. A zöld vonal a világ leghosszabb, teljesen automatizált vasúti rendszere, a vancouveri metróvonalat megelőzve.

## Története
A dubaji metró tervezése Mohammed bin Rásid Ál Maktúm sejk, Dubaj vezetőjének irányítása alatt kezdődött, aki arra számított, hogy a Dubajban épülő más beruházások kapcsán a városnak 2010-ben várhatóan 15 millió látogatója lesz. A város gyorsan növekvő lélekszáma (10 éven belül eléri várhatóan a 3 millió főt), a rendszeres közúti torlódások szükségessé tettek egy városi vasúti rendszert, mely növeli a közösségi közlekedés kapacitását, várhatóan csökkenti az utak terheltségét, és megfelelő alapot nyújt a további ingatlanfejlesztéseknek.
2005 májusában az építésre kiírt pályázatot a Dubai Rail Link nevű konzorcium nyerte, mely a Mitsubishi Heavy Industries, Mitsubishi Corporation, Obayashi Corporation, Kajima Corporation nevű japán, valamint a Yapi Merkezi nevű török cégből állt. A szerződés összege 12,45 milliárd AED volt. A tervezett hálózat első fázisában a zöld, illetve a piros színnel jelölt vonalak valósulnak meg. A második fázisban tervezett további vonalakra, valamint az első fázisban megépülő szakaszok meghosszabbítására 2006 nyarán kötöttek szerződést.
A metró építése hivatalosan 2006. március 21-én kezdődött el.

## Hálózat
A jelenleg építés alatt álló, első fázisban megvalósuló vonalak összhossza 74,6 km (ebből 12,6 km föld alatt), azaz a dubaji a Közel-Kelet legnagyobb metróhálózata lesz. A hálózat két vonalból fog állni, a pirosból és a zöldből. A két vonalon összesen 47 állomás lesz, a vonalak két ponton fogják metszeni egymást. A két építés alatt álló vonal mellett a hálózat kiépítésének második ütemében további három vonal áll előkészítés alatt.
|  | Vonal       | Végállomások                               | Megnyitás éve            | Hossz [km] | Állomások száma | Menetidő [perc] |
|  | ----------- | ------------------------------------------ | ------------------------ | ---------- | --------------- | --------------- |
|  | piros vonal | Dzsebel Ali kikötő↔Rásidijja               | 2009. szeptember 9.      | 52,1       | 29              | 70              |
|  | zöld vonal  | Repülőtéri Kereskedelmi Zóna↔al-Dzsaddáf   | 2011 (épülő)             | 22,5       | 18              | 40              |
|  | kék vonal   | Dzsebel Ali repülőtér↔Nemzetközi repülőtér | ? (előkészítés alatt)    | 47         | ?               | ?               |
|  | lila vonal  | Dzsebel Ali repülőtér↔Nemzetközi repülőtér | 2012 (előkészítés alatt) | 49         | ?               | ?               |

### Építés alatt álló  vonalak
- Piros vonal: Az 52,1 km hosszú piros vonal (ebből 4.7 km föld alatt)[3] a 29 állomásával a leghosszabb metróvonalak közé fog tartozni a világon. Az állomások közül 24 viadukton, egy terepszinten, négy a föld alatt fog elhelyezkedni. A vonal a Dzsebel Ali-i kikötőtől Rásidijjáig fog vezetni, útközben érintve az egyetemet, a belvárost és a repülőteret. A vonal megnyitása 2009. szeptember 9.
- Zöld vonal: A zöld vonal hossza 22,5 km lesz (ebből 7.9 km föld alatt),[4] állomásainak száma 18. A vonal a tágabb belváros pontjait fűzi fel a repülőtéri kereskedelmi zónától al-Dzsaddáfig. A megállók közül 12 viadukton, 6 térszín alatt épült ki. A vonalat várhatóan 2010. március 21-én fogják megnyitni.

A piros és a zöld vonal összesen 74,6 km hosszú lesz, ebből 12,6 km halad majd föld alatt.

### További tervezett vonalak
- Kék vonal:  A nagyjából 47 kilométer hosszú kék vonal pontos útvonala még nem ismert,[5] a vonal a tengerparttal nagyjából párhuzamosan fogja feltárni Dubaj külsőbb részeit.
- Lila vonal:  A 49 kilométer hosszú, al-Hajl út mellett vezetett lila vonal expressz összeköttetést fog biztosítani Dubaj két repülőtere, a Dubaji nemzetközi repülőtér, és az Ál Maktúm Nemzetközi Repülőtér között.
- Sárga vonal: a tervét 2008 áprilisában jelentették be.

A dubaji metrót a Serco fogja üzemeltetni a dubaji Út- és Közlekedési Hatósággal kötött szerződése értelmében.
Az elképzelések alapján a metróhálózat utasszáma a vonalak teljes kiépülte után napi 1,2 millió utas lesz egy átlagos napon, 27 000 óránként mindegyik vonalon. Az éves utasszám várhatóan 355 millió körül fog alakulni a hálózaton. A becslések alapján a metróhálózat kiépülte mintegy 12%-kal fogja növelni az összes utazások számát Dubajban.
A metró a városi tömegközlekedési hálózat gerince lesz, a buszhálózat kiegészítő szerepet fog betölteni. Az egyes metróállomások környezetében taxiállomások és P+R parkolók lesznek kialakítva.

### A Palm Deira kiszolgálása
2008 augusztusában, a dubaji partvidékre felépített 3 mesterséges pálmasziget közül, a városközponthoz közeli Palm Deira a közlekedésének fejlesztésére új metróvonalak kiépítésével kezdett el foglalkozni, és fekete színekkel jelzettel bővülne. A narancsszínű vonal a Palm Deira kisebb szigeteit fűzné fel hurokszerűen, majd csatlakozást biztosítana a zöld vonal állomásaihoz, a fekete vonal pedig a pálma törzsét kapcsolná a partszakasz Deira negyedének központjához.
A projekt becsült költsége egy kapcsolódó, Palm Deira belső közlekedését elősegítő villamosvonallal együtt 4 milliárd dollár.

## Járművek
A hálózaton közlekedő szerelvényeket a Kinki Sharyo nevű japán járműgyártó cég gyártja, az első szerelvények 2008 márciusában megérkeztek az arab városba, az első tesztfutás május 12-én történt meg. A 87 darab, egyenként öt kocsiból álló szerelvény kapacitása vonatonként 643 fő. A járművek teljesen automatikusan, vezető nélküli üzemben fognak közlekedni.
Városi járműveknél szokatlan módon a szerelvényeken két osztály lesz, arany és ezüst. A szerelvény elejéből panorámakilátást biztosító, 18 széles bőrfotellel ellátott, luxuskivitelű, szalonszerű arany osztály a módosabbak számára lesz fenntartva. Az arany osztályú kocsi belső felében külön szakasz lesz kialakítva a nők és gyermekek részére, több helyet biztosítva babakocsik és csomagok számára. Minden kocsiban rendelkezésre fog állni hely a kerekes székes utasok számára, valamint külön megjelölt székek lesznek az idősek és a mozgásukban korlátozottak számára. Az összes kocsiban biztosítják a GSM és a wifikapcsolatot.
A légkondicionált szerelvények maximális sebessége 90 km/h lesz, ezáltal a fordulóidő a vörös vonalon 2 óra 23 perc lesz, a zöld vonalon pedig 1 óra 23 perc.